# Зиттерсдорф
Зиттерсдорф (нем. Sittersdorf) — коммуна (нем. Gemeinde) в Австрии, в федеральной земле Каринтия.
Входит в состав округа Фёлькермаркт.  Население составляет 2082 человека (на 31 декабря 2005 года). Занимает площадь 44,97 км². Официальный код  —  2 08 15.

## Фотографии

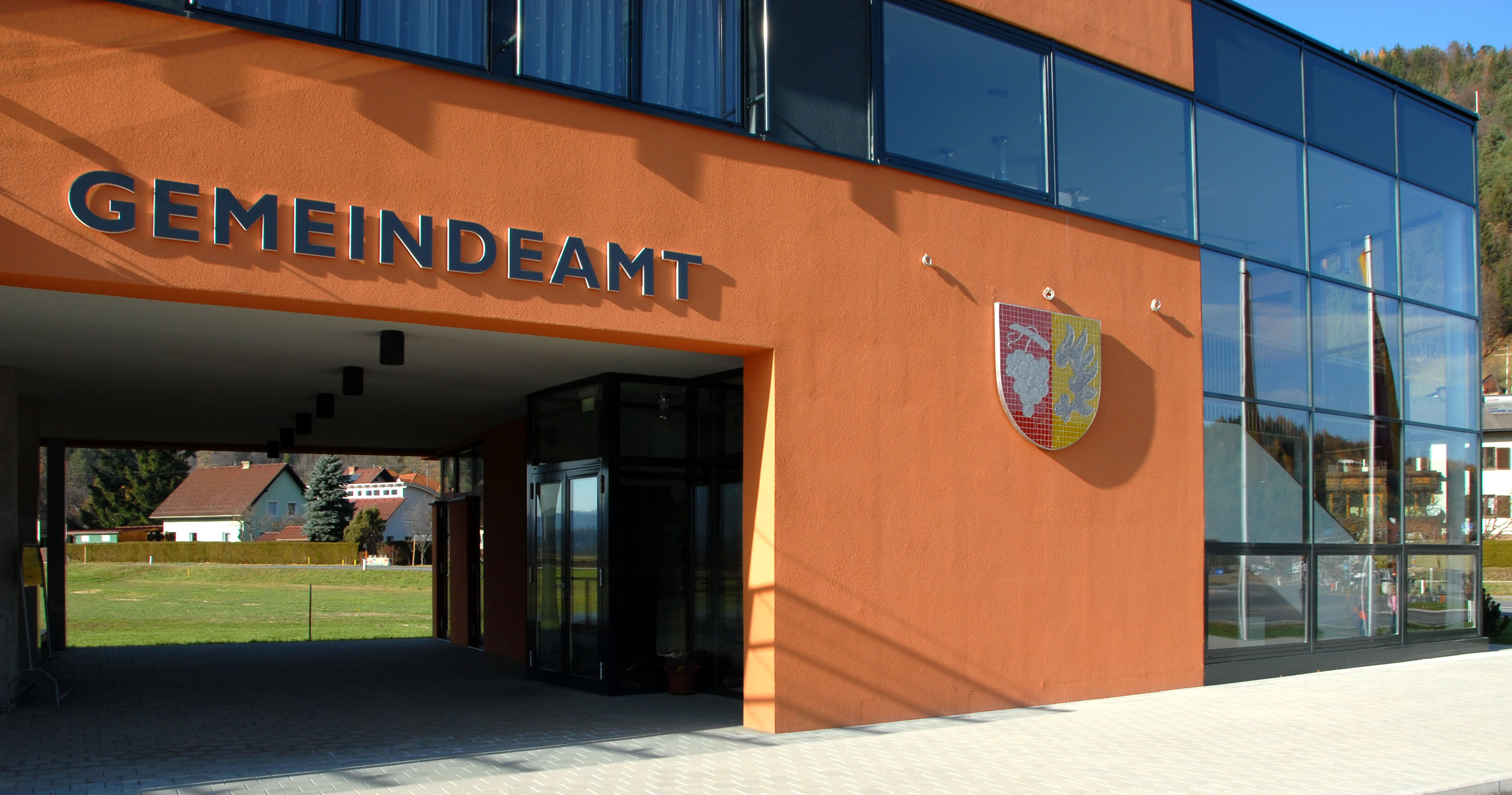
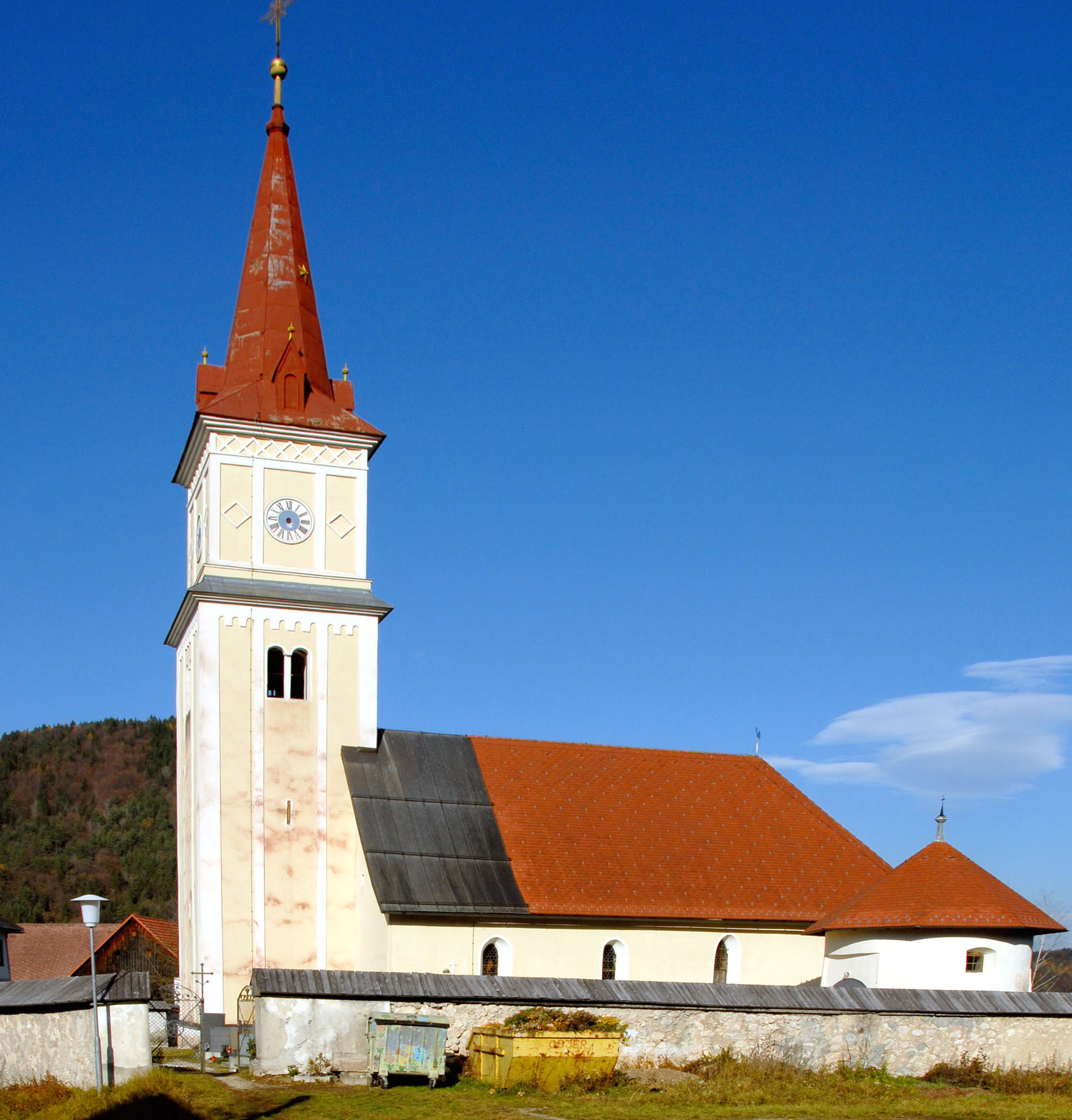
Церковь
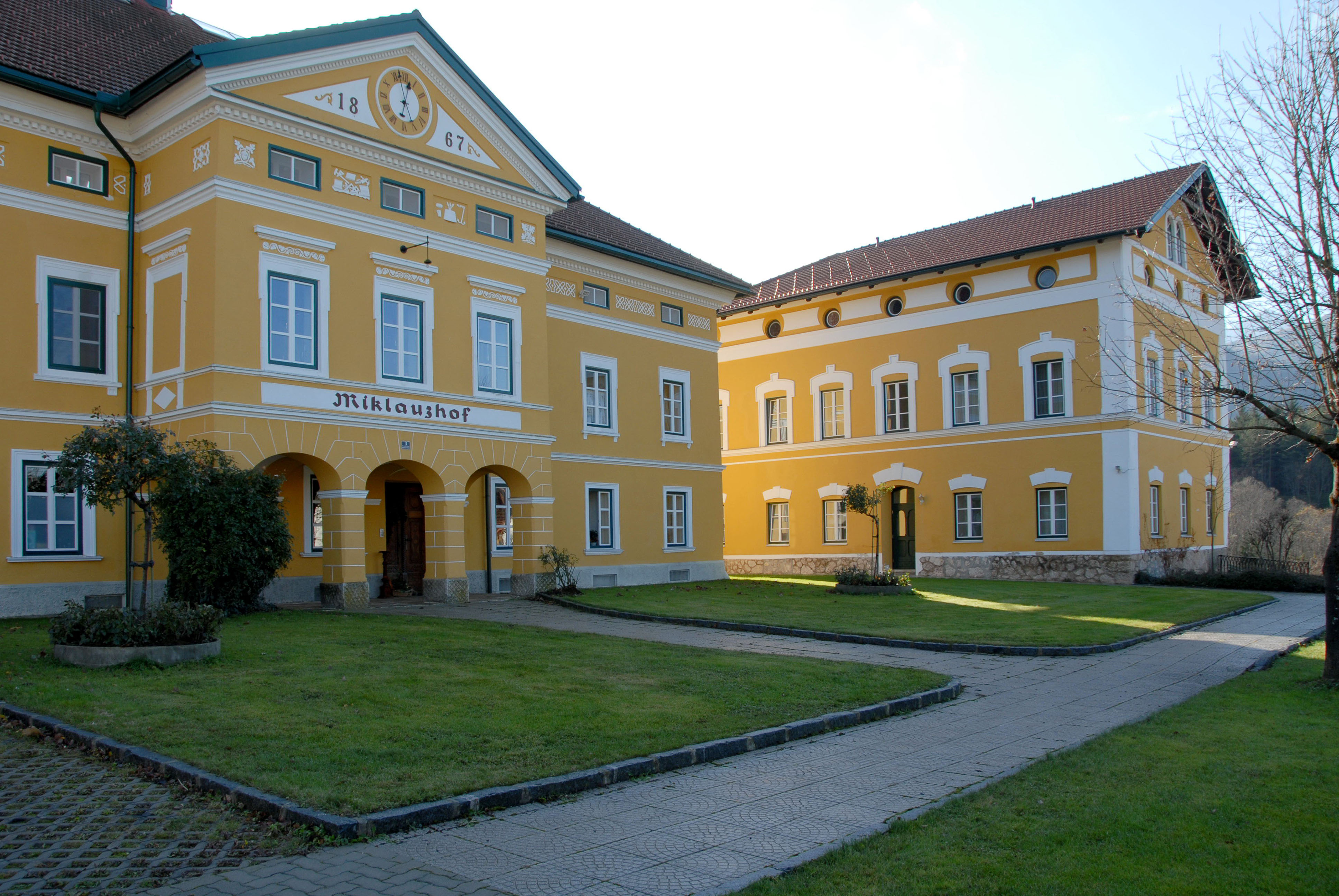
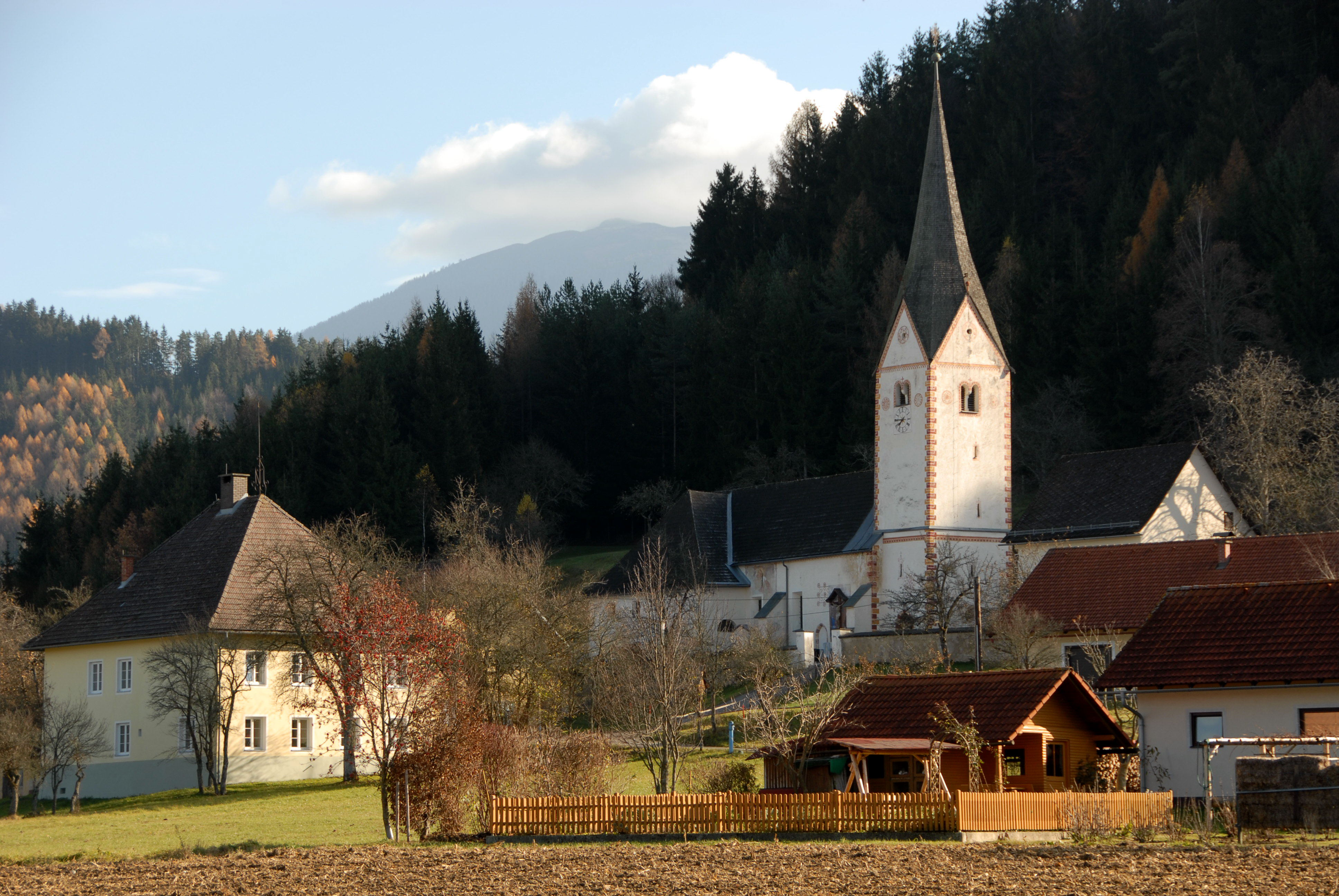
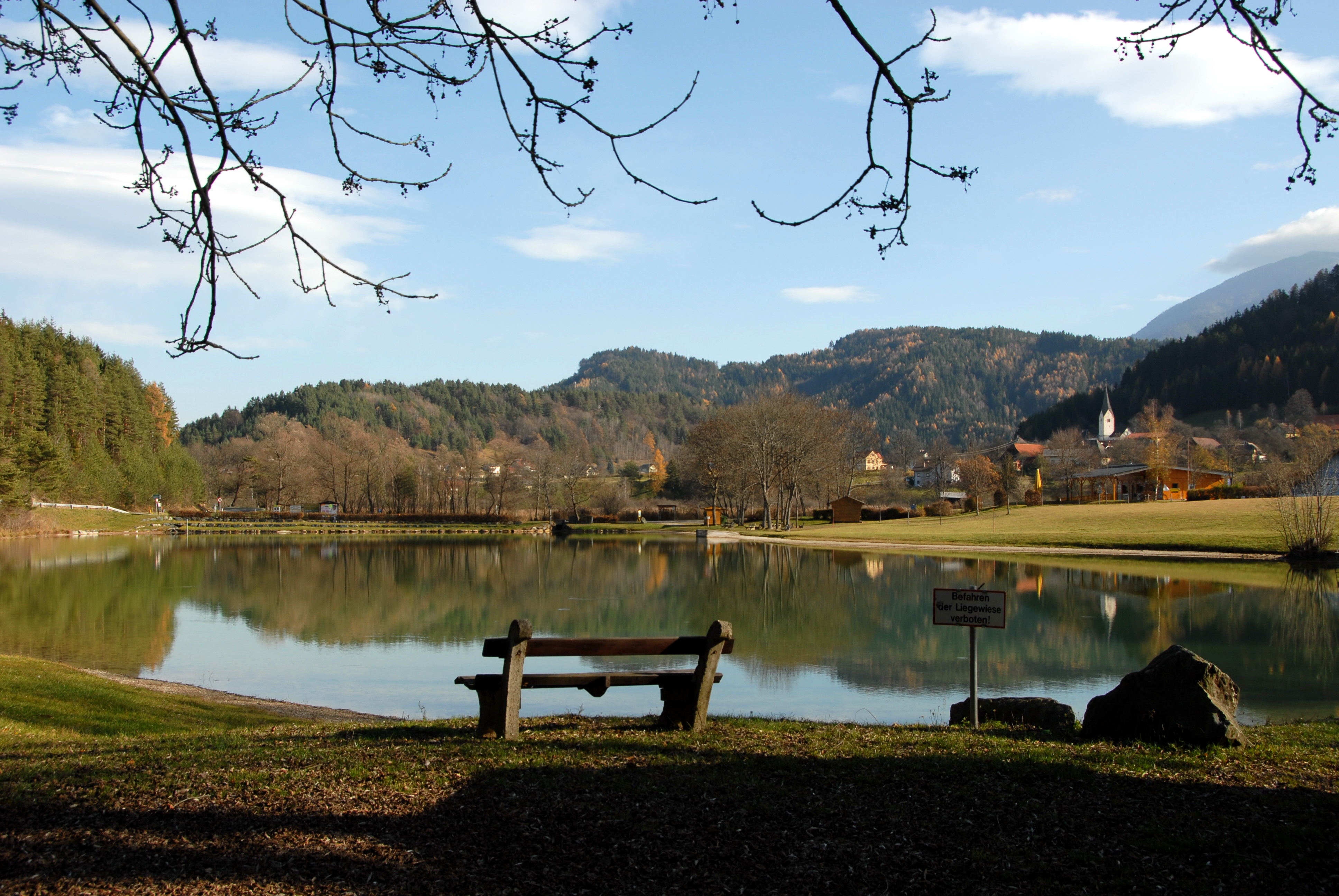
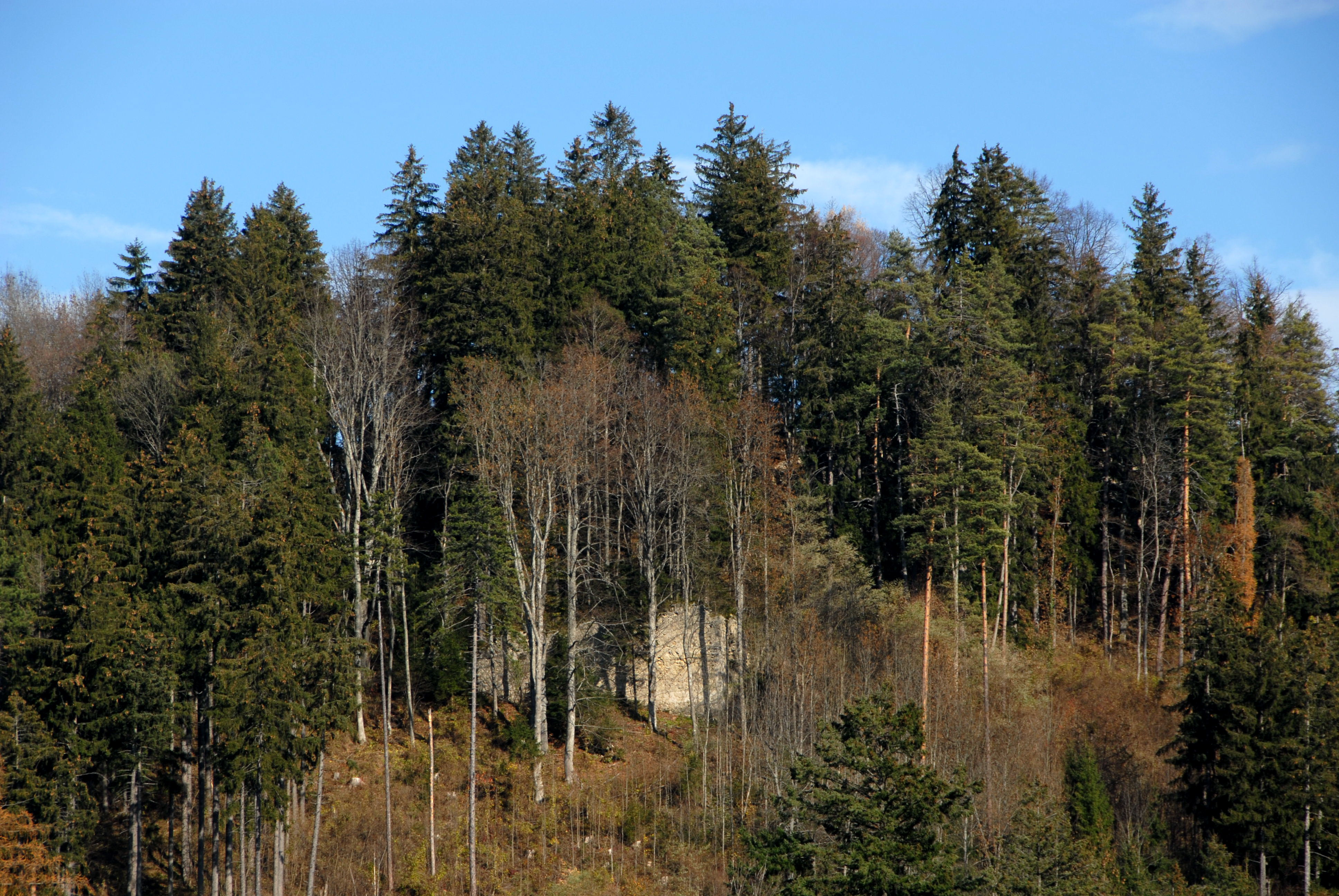
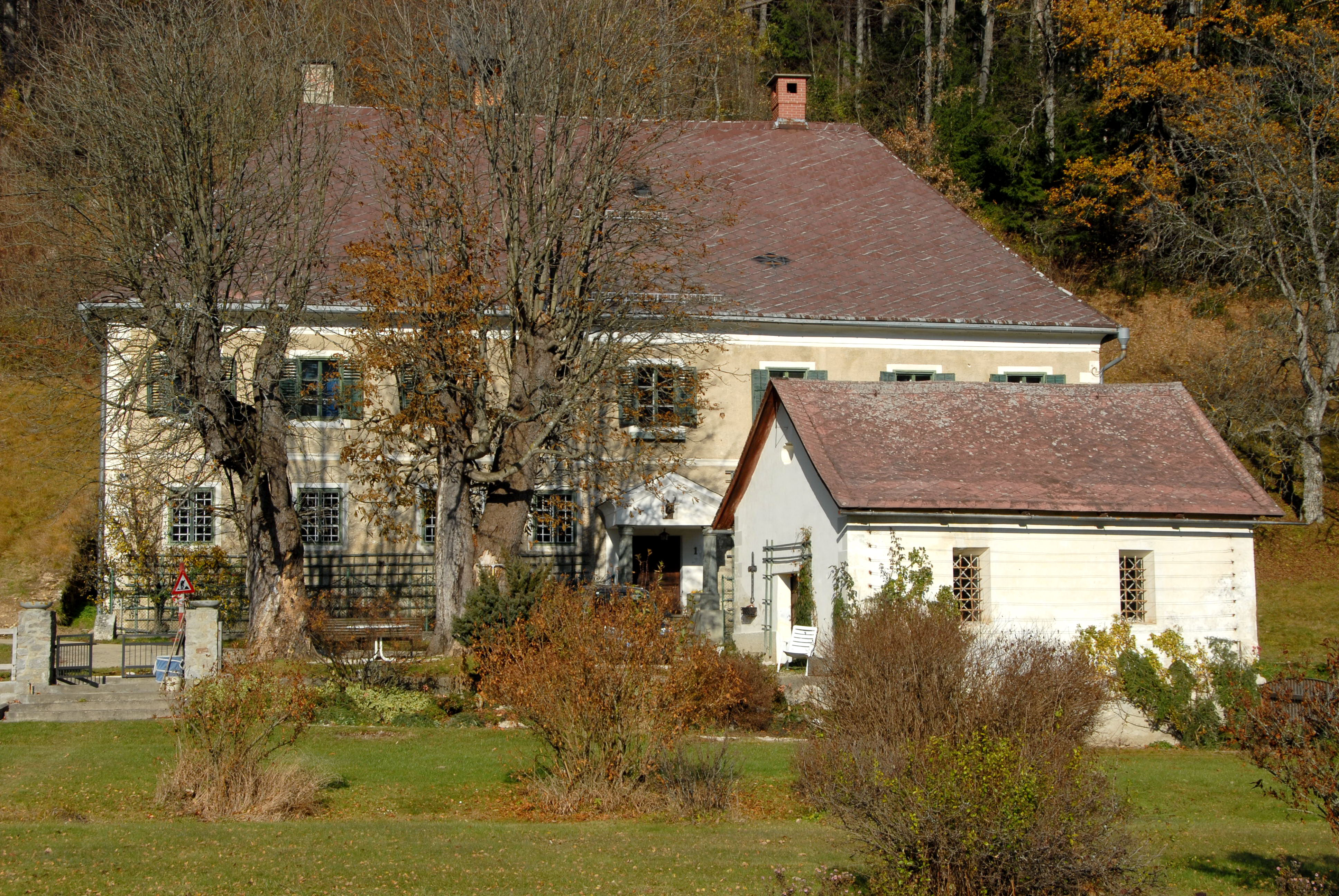
Замок
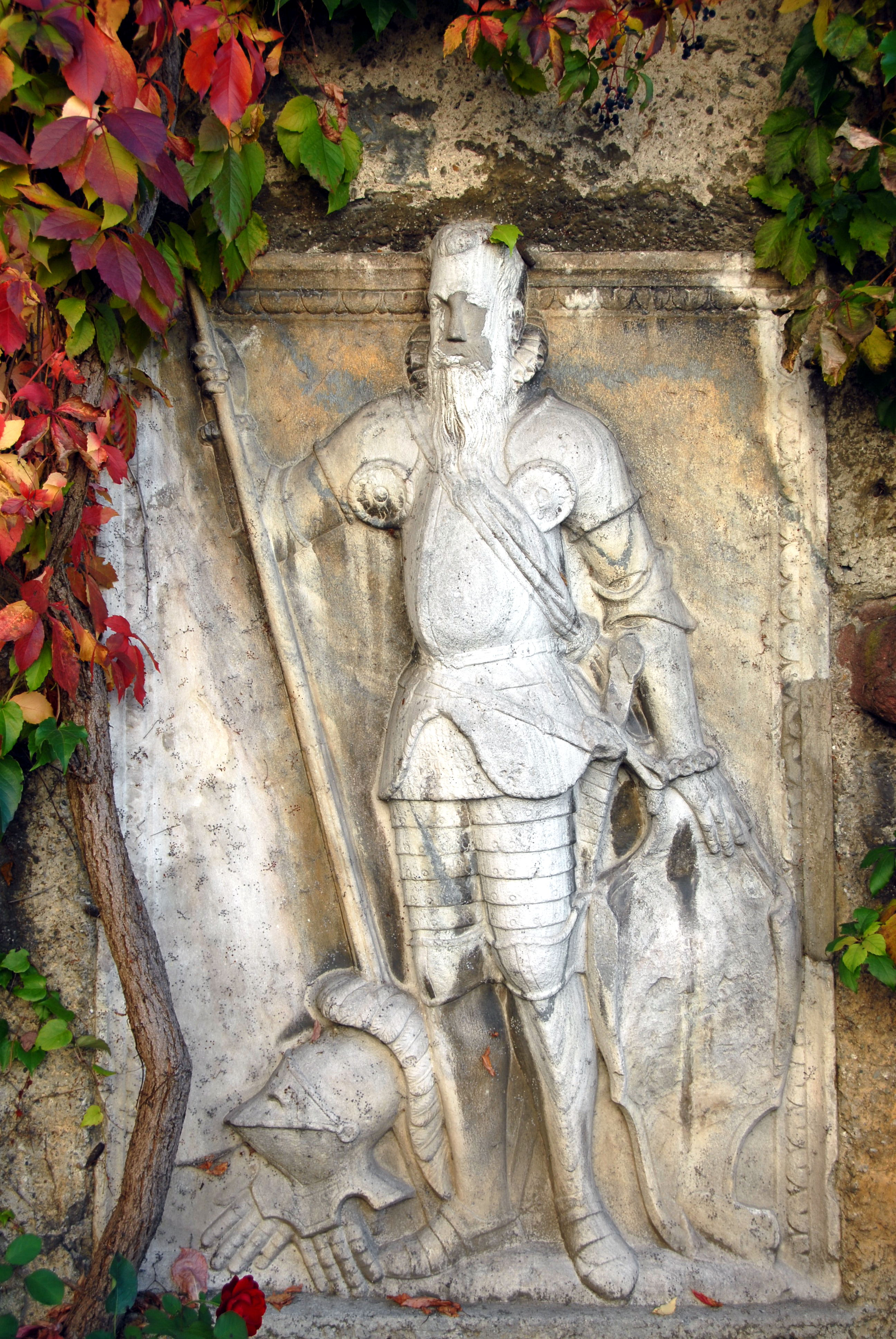

## Политическая ситуация
Бургомистр коммуны — Якоб Штраус (СДПА) по результатам выборов 2003 года.
Совет представителей коммуны (нем. Gemeinderat) состоит из 19 мест.
- СДПА занимает 11 мест.
- Партия EL занимает 3 места.
- АНП занимает 3 места.
- АПС занимает 2 места.